# 科爾克山 (普卡拉區)
15°8′20″S 70°29′52″W / 15.13889°S 70.49778°W
科爾克山（Qullqi），是秘魯的山峰，位於該國東南部普諾大區，由蘭帕省的普卡拉區負責管轄，屬於安地斯山脈的一部分，海拔高度4,916米。